# Черкаська обласна бібліотека для юнацтва імені Василя Симоненка
Черка́ська обласна бібліотека для юнацтва імені Василя Симоненка — одна із публічних бібліотек міста Черкаси, працює на юнацький контингент.

## Історія
Бібліотека була утворена 1976 року згідно з Наказом управління культури Черкаського облвиконкому від 28 грудня № 716 на базі Черкаської міської юнацької бібліотеки. 
Першим керівником стала Вишневська Олена Аркадіївна. Тоді у закладі працювало всього 5 працівників. Книжковий фонд налічував 28 тис. примірників. 
З 1982 року директором бібліотеки стала Стеценко Олена Петрівна. Під час її керівництва бібліотека перейшла до нового приміщення, розширилася структура, збільшились штат працівників та книжковий фонд. 
З жовтня 1993 року бібліотеку очолила Федоренко Олена Антонівна. Під її керівництвом Черкаська обласна бібліотека для юнацтва стала сучасним потужним інформаційно-культурним центром для юнацтва в регіоні, а також — авторитетним науково-методичним центром для бібліотек області, що обслуговують юнацтво. 
Постановою Кабінету Міністрів України від 27 березня 2000 року № 558 бібліотеці присвоєно ім'я українського поета, уродженця Черкас Василя Симоненка.

## Діяльність
Бібліотека спеціалізована для обслуговування юнацтва та молоді віком від 15 до 35 років. Щороку закладом користуються близько 16 000 юнаків та дівчат, відвідування сягає 100 000 за рік, а книговидача — 350 000 примірників.
Роботу бібліотеки забезпечують 29 бібліотечних працівників.